# Восьмиколісний привід

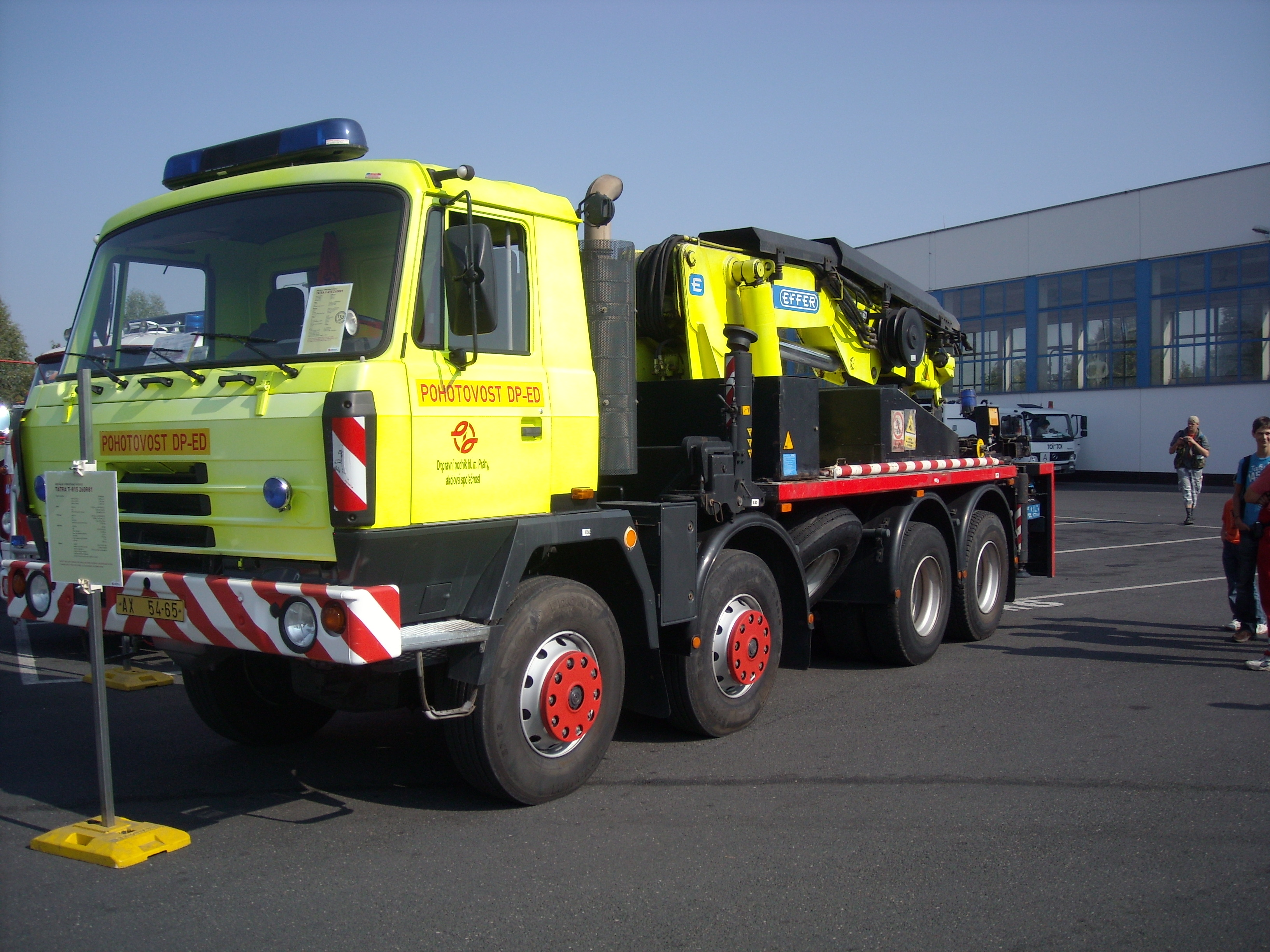
Дванадцятиколісний евакуатор Tatra 815

Восьмиколісний привід (8WD або 8×8), — повнопривідна конфігурація трансмісії з чотирма осями, які можуть одночасно приводитися в рух двигуном автомобіля. Подібна конфігурація в основному обмежена такими транспортними засобами, як військова колісна бронетехніка, тягачі, всюдиходи тощо.
Зазвичай такий транспортний засіб має вісім коліс, всі з яких за визначенням є приводними, також існують дванадцятиколісні варіанти, у яких на осях після першої розташовано по дві пари здвоєних коліс, які також позначаються як 8×8. Дуже рідко подвійними колесами оснащуються передні осі (наприклад, на Sterling T26). Для більшості військових застосувань, де зчеплення/мобільність вважаються важливішими, ніж корисне навантаження, нормою є окремі колеса на кожній осі. На деяких транспортних засобах, як правило, на евакуаторах або важких тягачах, задні осі мають ширші шини, ніж передні осі.
Більшість транспортних засобів із приводом 8×8 мають або передню вісь і дві задні (з кермуванням лише передньої пари), або три рівномірно розташовані осі в різних конфігураціях кермування. Більшість восьмипривідних вантажівок мають дві передні та дві задні осі, з яких керованою є лише передня пара. Іноді можна побачити одну передню та три задні осі (як, наприклад, у танковоза Oshkosh M1070), у таких конфігураціях зазвичай керованими є передня і задня осі. Можливе й інше розташування осей, наприклад як у ЗІЛ-135.
Баластні тягачі  конфігурації 8×8 широко використовуються в ролі тягачів як у військовій сфері (танковози, артилерійські тягачі), так і в комерційних цілях — зокрема у лісозаготівлі та перевезенні важкого обладнання, як по дорогах, так і по бездоріжжю.
Для використання на дорозі привід може бути обмежений двома задніми осями з метою зниження навантаження на трансмісію, зменшення зносу шин і економії палива.

## Галерея

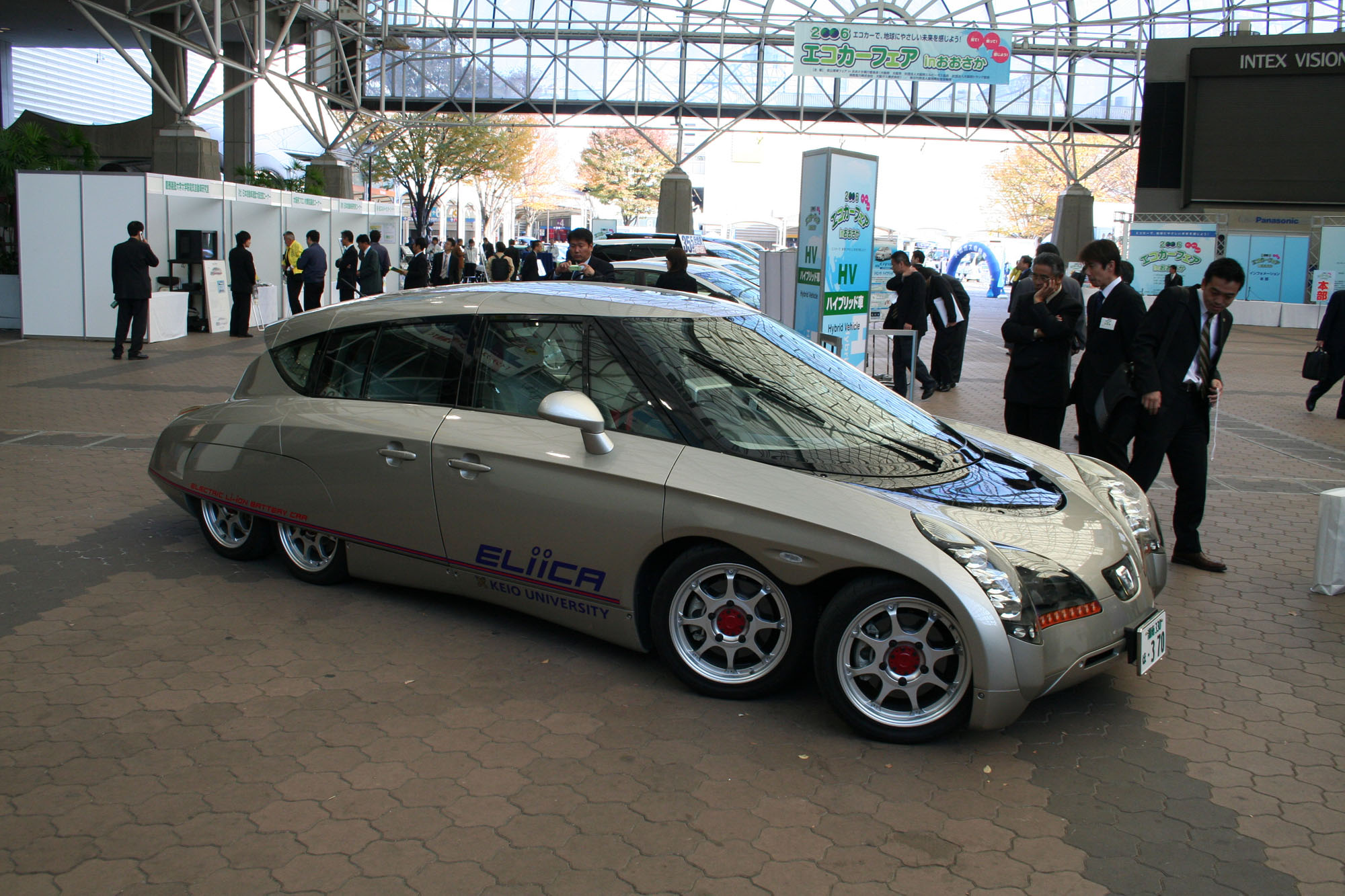
Eliica, восьмиколісний електромобіль Хіроші Сімізу
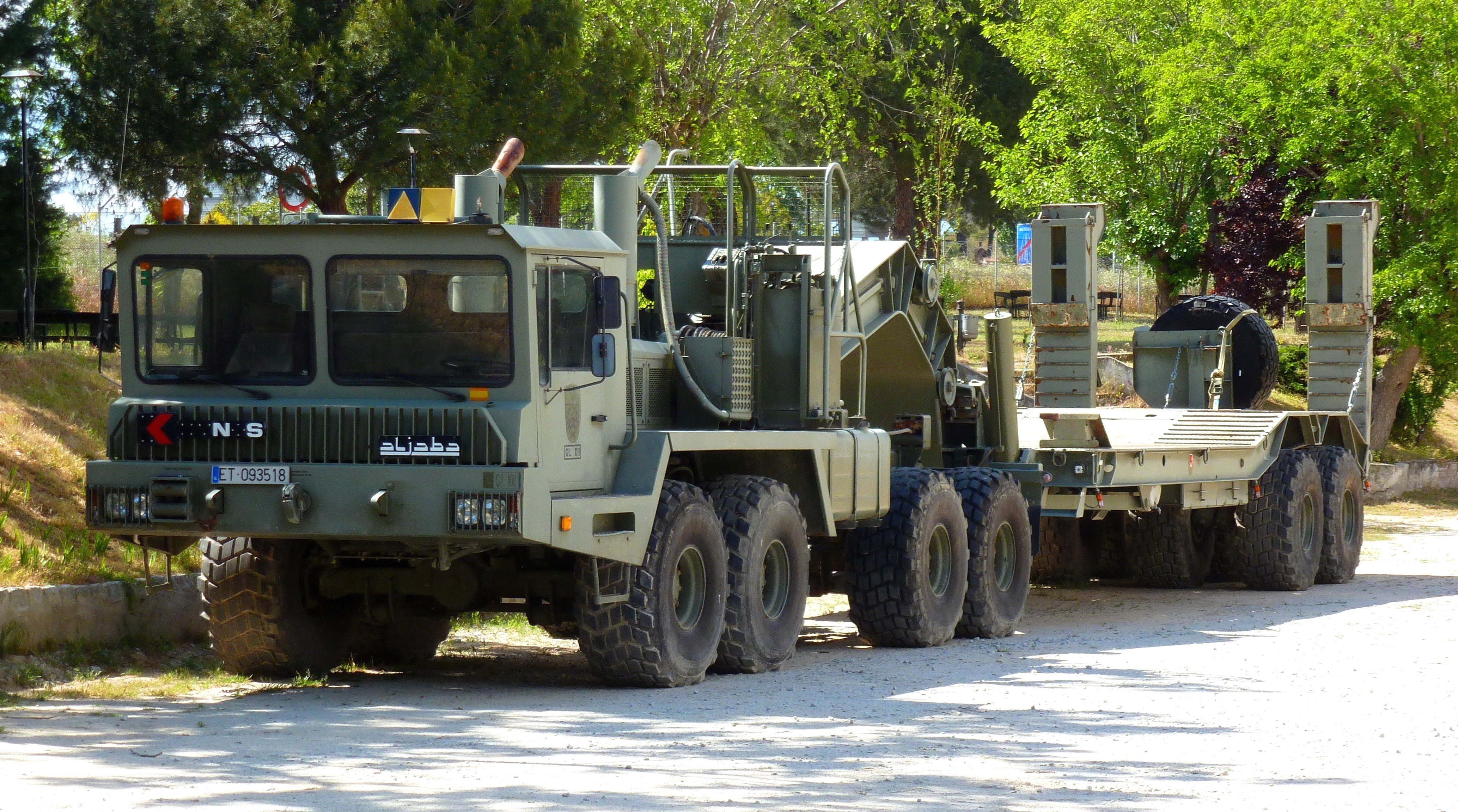
Тягач-танковоз Kynos Aljaba[es] 8x8 із широкими шинами
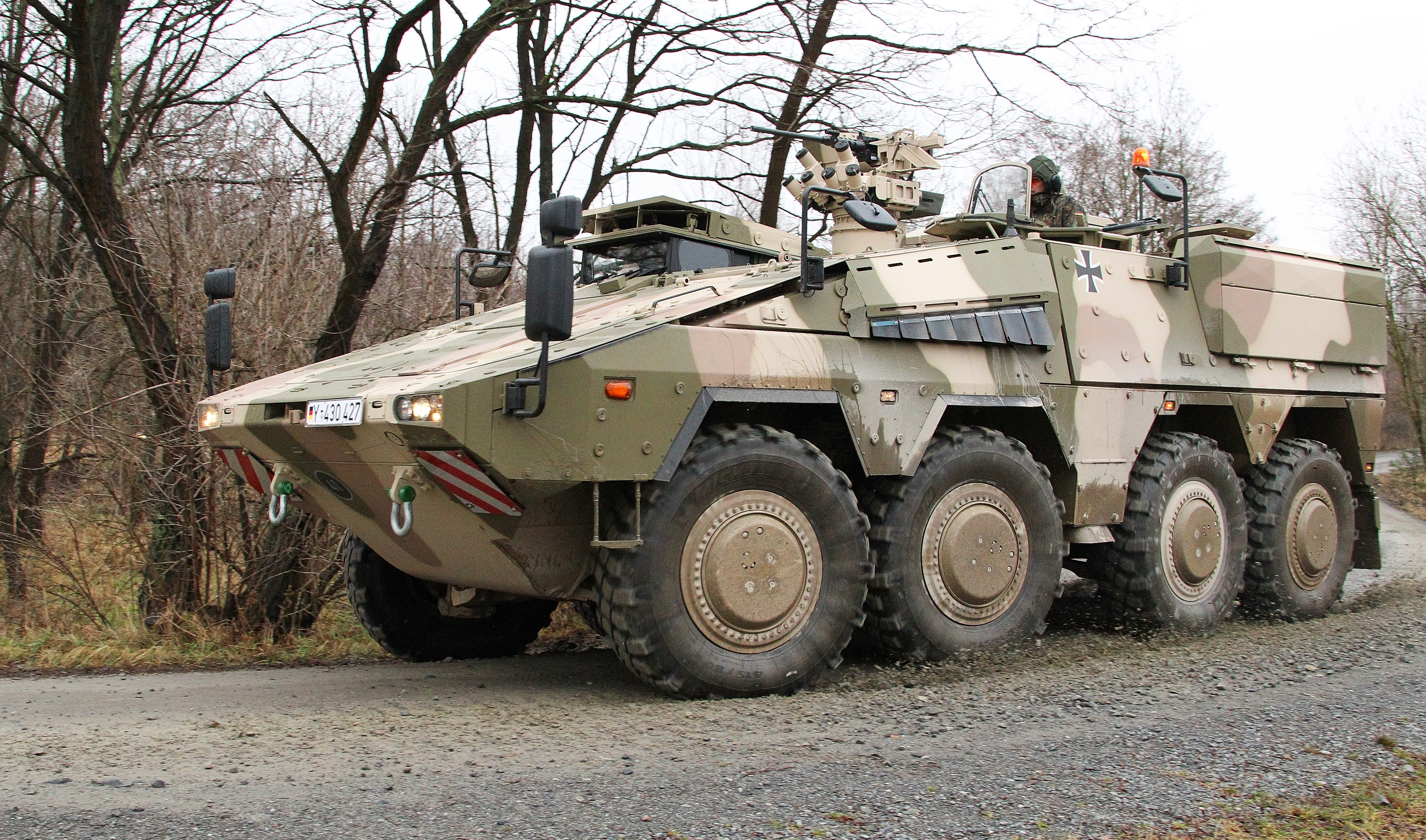
БТР GTK Boxer; зверніть увагу на одинарні шини та майже однакову відстань між передньою та задньою колісними парами
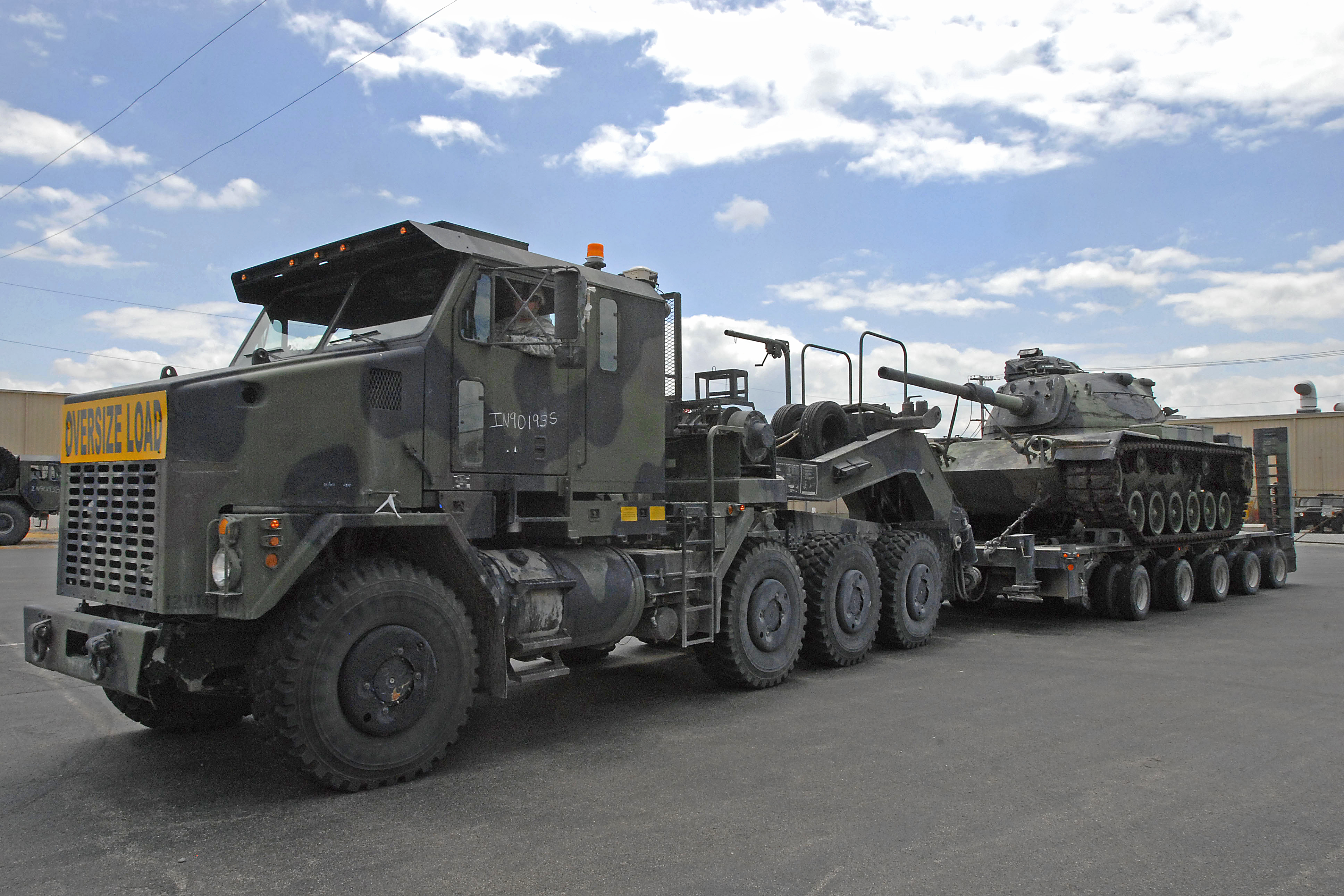
Oshkosh M1070 HET незвичайний тим, що, будучи 8x8, він має одну ведену передню вісь і ведений задній тридем
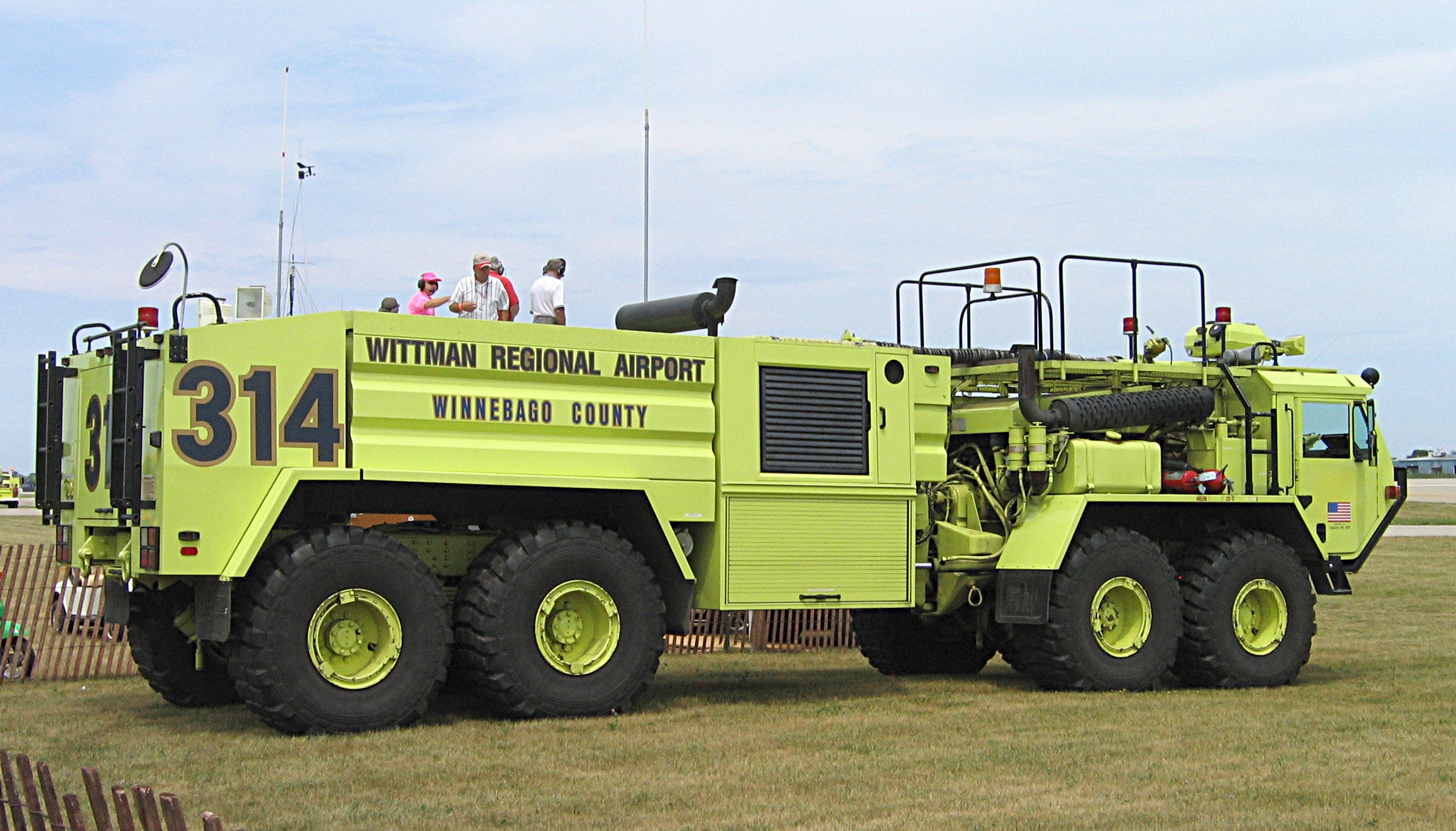
Аеропортний пожежний автомобіль AV2005 незвичайний тим, що керується за допомогою шарнірно-поворотного пристрою
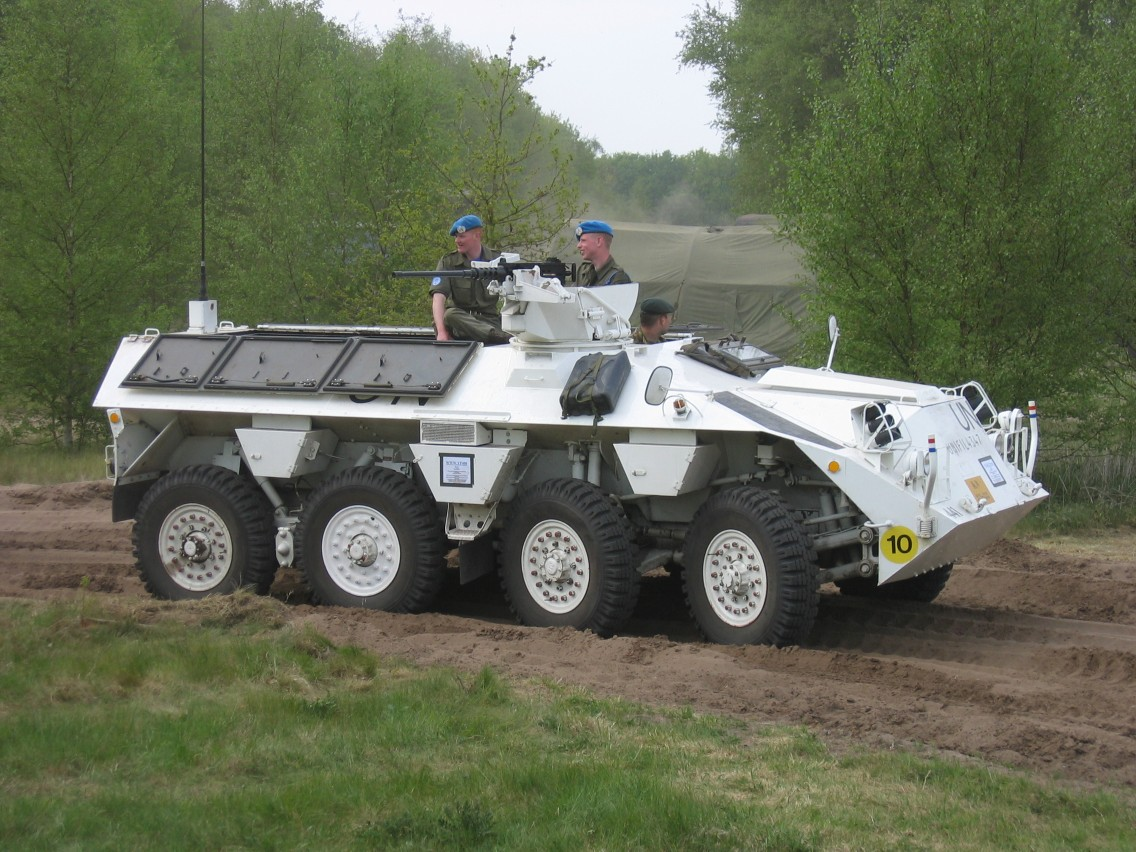
БМП DAF YP-408[en] насправді має конфігурацію 8x6, оскільки друга вісь не є приводною